# Alkan-1-ol dehidrogenaza (akceptor)
Alkan-1-ol dehidrogenaza (akceptor) (EC 1.1.99.20, polietilen glikolna dehidrogenaza, alkan-1-ol:(akceptor) oksidoreduktaza) je enzim sa sistematskim imenom alkan-1-ol:akceptor oksidoreduktaza. Ovaj enzim katalizuje sledeću hemijsku reakciju:
primarni alkohol + akceptor {\displaystyle \rightleftharpoons } aldehid + redukovani akceptor
Ovaj enzim je hinoprotein. On deluje na C3-C16 primarne alkohole linearnog zasićenog lanca, C4-C7 aldehide i na nejonske surfaktante koji sadrže polietilenske glikolne ostatke, kao što su Tween 40 i 60, ali ne na metanol, i veoma sporo na etanol. 2,6-Dihloroindofenol može da služi kao akceptor, cf. EC 1.1.99.8, alkoholna dehidrogenaza (akceptor).

## Literatura
- Nicholas C. Price; Lewis Stevens (1999). Fundamentals of Enzymology: The Cell and Molecular Biology of Catalytic Proteins (Third изд.). USA: Oxford University Press. ISBN 019850229X.
- Eric J. Toone (2006). Advances in Enzymology and Related Areas of Molecular Biology, Protein Evolution (Volume 75 изд.). Wiley-Interscience. ISBN 0471205036.
- Branden C; Tooze J. Introduction to Protein Structure. New York, NY: Garland Publishing. ISBN 0-8153-2305-0.
- Irwin H. Segel. Enzyme Kinetics: Behavior and Analysis of Rapid Equilibrium and Steady-State Enzyme Systems (Book 44 изд.). Wiley Classics Library. ISBN 0471303097.
- William P. Jencks (1987). Catalysis in Chemistry and Enzymology. Dover Publications. ISBN 0486654605.

## Spoljašnje veze
- Alkan-1-ol+dehydrogenase+(acceptor) на 